# Giancarlo Flati
Giancarlo Flati (sinh ngày 11 tháng 5 năm 1953 tại L'Aquila, Ý) là một họa sĩ, nhà nghiên cứu và nhà văn người Ý.

## Tiểu sử
Flati được sinh tại L'Aquila, vùng Abruzzo miền Trung nước Ý. Các xuất bản nghệ thuật của ông bắt đầu từ năm 1964.
Kể từ năm 1972, ông đã có các nghiên cứu y học và nghệ thuật tại nhiều nước thuộc Châu Âu (Đại học L'Aquila, Đại học Roma "La Sapienza" (Ý), Đại học Lund (Thụy Điển), Karolinska–Sjukhuset/Karolinska Institutet – Stockholm (Thụy Điển), Đại học Bergen (Na Uy), Đại học Ulm–Marienhospital–Stuttgart (Đức), Gdansk (Ba Lan), Ford, New Jersey (MỸ). Hiện tại ông đang làm hoạt động như một họa sĩ và nhà văn tại L'Aquila, Roma, New Jersey (Mỹ).
Ông đã thực hiện nhiều cuộc triển lãm tại nhiều nước ở châu Âu, các viện văn hóa, các viện bảo tàng và một số phòng trưng bày nghệ thuật riêng. Các bộ sưu tập đã công khai hay cá nhân của ông hiện có mặt tại Ý, Thụy Điển, Na Uy, Đan Mạch, Đức, Ba Lan, Tây Ban Nha, Úc và Mỹ.
Ông làm việc trong lĩnh vực Phẫu thuật tổng quát và Vi phẫu đến năm 2009. Flati cũng đã là giáo sư môn Phương pháp luận Khoa học tại Đại học Rome "La Sapienza". Ông là tác giả và đồng tác giả của nhiều cuốn sách về phẫu thuật và các bài báo khoa học, được xuất bản trên toàn thế giới trong lĩnh vực Vi phẫu thuật, vô sinh nam, phẫu thuật gan - tụy, tiêu hóa và nội tiết.
Năm 2009, sau cơn động đất, quê nhà L'Aquila của ông bị phá hủy, Flati thành lập Hiệp hội văn Hóa "Cantiere Aquilano di Cultura Creativa ai Margini della Coscienza", hiện đang hoạt động như một "Think tank", nhóm chuyên về sáng tạo ý thức sáng tạo, với đặc biệt chú ý đến ý nghĩa thẩm mỹ của mô hình ba chiều theo đề nghị của Itzhak Bentov, David Bohm và Karl H. Pribram.
Rất nhiều nhà phê bình nghệ thuật và biên tập viên đã có những bài viết về nghệ thuật của ông.

## Giải thưởng
Năm 2005, Flati đạt giải tại Bảo tàng Michetti.
Năm 2016 Flati đạt giải bìa của tạp chí Nghệ thuật Art & Beyond, số tháng 7/ tháng 8.

## Ấn phẩm
Flati là tác giả của các cuốn sách sau:
- Flati; Gentile; Lenzi (2006). Varicocele ed infertilità maschile. SEU.
- Flati, Giancarlo (2008). Giancarlo Flati: Intersezioni del Tempo. Matteo Editore.
- Flati, Giancarlo (2012). From Qbits to Time Knots. Nero su Bianco.
- Flati, Giancarlo (2013). Il segreto del pendolo di Bentov. Co-Scienza, estetica dell'invisibile e ordini nascosti. Aracne Editrice.
- Flati, Giancarlo (2015). Attimi di silenzio. Fondazione Mario Luzi Editore.
- Flati, Giancarlo (2017). On the edges of creative mind. Società Editrice Universo.

Các tác phẩm của ông đã được xuất bản trong các sách, và tổng kê sau:
- Bortolatto, Luigina (2004). Monografia "Giancarlo Flati" - Collana Esmeralda. Zanotto Editore Eurocrom Libri.
- Catalogo dell'Arte Moderna n.42. Mondadori. 2006.
- Catalogo dell'Arte Moderna n.43. Mondadori. 2007.
- Bortolatto, Luigina (2007). "Giancarlo Flati" - Collana Esmeralda, Vol IV. Zanotto Editore.
- Catalogo dell'Arte Moderna n.44. Mondadori. 2008.
- Bortolatto, Luigina (2008). Giancarlo Flati: "Poeta Cosmico". Euroarte XI.
- Avanguardie Artistiche. EA Editore. 2008.
- Catalogo dell'Arte Moderna n.45. Mondadori. 2009.
- Catalogo dell'Arte Moderna n.46. Mondadori. 2010.
- Catalogo dell'Arte Moderna n.47. Mondadori. 2011.
- Catalogo dell'Arte Moderna n.48. Mondadori. 2012.
- International Contemporary Artists Vol VI. ICA Publishing. 2012.
- International Contemporary Masters Vol VI. World Wide Art Books Inc. TM. California. 2012.
- Catalogo dell'Arte Moderna n.49. Mondadori. 2013.
- ATIM's Top 60 Masters of Contemporary Art. ArtTour International Publications. 2013.
- Szollosi, Georgia (2013). Hidden Treasure Art Magazine Yearbook 2014. ArtTour International Publications.
- Catalogo dell'Arte Moderna n.50. Mondadori. 2014.
- Protagonisti dell'Arte 2014. Dal XIX Secolo ad Oggi. EA Editore. 2014.
- Annuario d'Arte Contemporanea. EA Editore. 2014.
- Catalogo dell'Arte Moderna n.51 - Gli artisti italiani dal primo Novecento ad oggi. Mondadori. 2015.
- Artista dell'Anno 2015. EA Editore. 2015.